# Río Mezquín

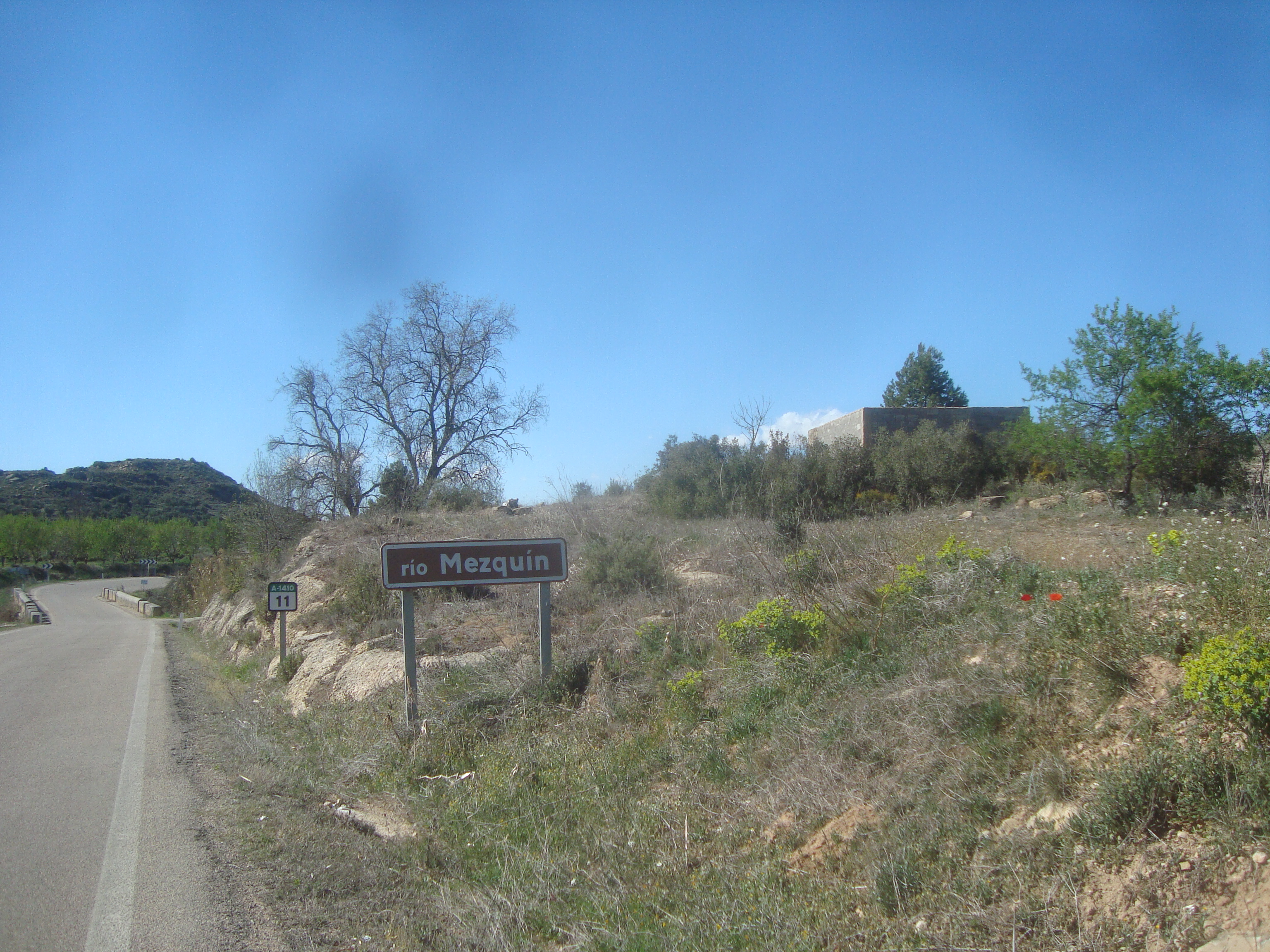
Rio Mezquín.

El río Mezquín es un afluente del río Guadalope por su margen derecha. Discurre enteramente por la provincia de Teruel (Aragón, España).
Nace por la unión de varios barrancos que bajan hacia Belmonte de San José desde una zona de contacto entre materiales mesozoicos de la Sierra de los Puntales (continuación hacia el este de la Sierra de la Ginebrosa), y materiales cenozoicos del somontano ibérico.
Atraviesa en dirección sudeste-noroeste el término municipal de Belmonte y hace de frontera entre los términos de Torrevelilla y La Codoñera primero y entre Castelserás y Torrocilla de Alcañiz después.
Parte de la ribera y el cauce de este río forma el Lugar de Interés Comunitario Río Mezquín y Oscuros, donde hay una foz dicha Barranc Fondo excavada en conglomerados cenozoicos.
Desembocando en el río Guadalope en Castelserás.

## Toponimia
El hidrónimo Mezquín se documenta en textos bajomedievales escritos en latín, por ejemplo en un texto del 29 de enero de 1243 en el que el comandador calatravo de Alcañiz hacía una concordia con la iglesia alcañizana sobre diezmos y términos:

...et domo Dominici Arabot erit et ferit ad rivum de Mezquin, et sicut volvitur rivus de Mezquin in sursum, usque ad barranchus quod dividit terminum de Belmont et defesam fratrum,...

Se interpreta a partir del algarabía Miskîn.